# Palma
Palma de Majorque
Pour les articles homonymes, voir Palma.
Palma (ou Palma de Majorque, en catalan : Palma de Mallorca) est une commune espagnole. Elle est la capitale de la communauté autonome des îles Baléares et la principale ville de l'île de Majorque. Elle constitue à elle seule l'une des comarques de l'île.
Fondée en 123 avant. J.-C., au sud de l'île de Majorque et au fond de la baie à laquelle elle donne le nom, ce fut un port stratégique en Méditerranée — au large de Valence, à mi-chemin entre Europe et Afrique — qui attisa la convoitise d'un grand nombre de peuples : Romains, Vandales, Vikings, Omeyyades, Almoravides, Almohades s'y succédèrent avant que la ville ne devînt la capitale du royaume de Majorque, intégré successivement aux couronnes d'Aragon puis d'Espagne.
Après un premier âge d'or au Moyen Âge qui vit naître Raymond Lulle vers 1232, le renouveau économique de Palma se fit de pair avec le développement de la marine à vapeur. Au début du XXIe siècle, sa principale ressource économique est le tourisme.

## Toponyme

### Étymologie
Palma, le nom de la ville, remonte à 123 av. J.-C., l'année où Quintus Cæcilius Metellus fonda la cité (sans doute à la suite de villages préhistoriques puis phéniciens) et lui donna soit le nom des palmes reçues lors de son triomphe à Rome, soit celui qui rappelait les nombreux palmiers présents dans cette cité. Le géographe romain Strabon mentionne le nom de Palma.
Le nom de la ville est attesté à l'époque musulmane où elle était appelée Madina Mayurqa. Lors de sa conquête en 1229 par Jacques Ier, roi d'Aragon, le nom fut traduit littéralement Ciutat de Mallorca (Ville de Majorque en français). Au XVIIIe siècle, après la perte de l'île de Majorque lors de la guerre de Succession d'Espagne, la ville fut rebaptisée par les décrets de Nueva Planta de Philippe V d'après son nom romain Palma, sans la précision « de Mallorca ». Celle-ci apparut au cours du XIXe siècle supposément pour la différencier des autres villes nommées « Palma », notamment Las Palmas de Gran Canaria, Palma del Río, Palma de Gandía et La Palma de Cervelló, aucune d'entre elles ne s'appelant pourtant seulement « Palma »,,,.

### En espagnol et en catalan
La ville est surnommée localement La Ciutat (« la ville ») d'après son appellation médiévale. Historiquement, le nom de la cité est Palma. Depuis les années 2000, certains politiques poussent la terminologie Palma de Mallorca.
Pour certains commentateurs, l'adjonction récente « de Mallorca » constitue un travestissement du nom de la ville principale qui traduirait un choix idéologique contraire à la tradition historique. L'Institut géographique national espagnol maintient le seul nom de Palma.
Changements récents :
- jusqu'en 2008 : Palma est le nom officiel, en catalan et en castillan, en concurrence avec Palma de Mallorca, nom d'usage très répandu à l'extérieur des Baléares et à l'étranger (« Palma de Majorque » en français) ;
- du 8 octobre 2008 au 14 juillet 2012[11],[12] : le nom officiel Palma est fixé par une loi ;
- du 14 juillet 2012 au 28 janvier 2016 : la ville s'appelle Palma de Mallorca[13],[14]. La Ley de Capitalidad 23/2006, confirmée par la loi 6/2012 avait accepté cette substitution (article 1). Plus fondamentalement, la seconde, du 6 juin 2012, consacre Palma comme capitale des Baléares et non seulement de Majorque ;
- depuis le 29 novembre 2016 : après un vote du Parlement des îles Baléares le 28 janvier en faveur du retour à la dénomination officielle[15],[16],[17], le nom de Palma est confirmé comme étant sa seule désignation officielle.

### En français
Des références en français à la ville sont attestées dès le XVIIe siècle sous le nom de Palma.
L'usage perdure au XIXe siècle. En 1839, George Sand indique « Nous arrivâmes à Palma en novembre 1838, par une chaleur comparable à celle de notre mois de juin. ».
En français contemporain, l'usage est répandu d'utiliser « Palma de Majorque », présent dans les dictionnaires jusqu'en 2011 au moins. L'orthographe et la prononciation contemporaine les plus communes sont [palma də maʒɔʁk] (Palma de Majorque) en API, et non [palma də majɔʁk] (Palma de Mayorque) comme au XIXe siècle.

## Géographie

Localisation de l'île Majorque dans les îles Baléares.
Localisation de Palma dans l'île de Majorque.

Cette ville portuaire située au sud de l'île, dans la baie de Palma, est bordée géographiquement par le cap de Cala Figuera, à l'ouest (après le repère caractéristique de l'isla del Toro) et par cabo Blanco (cap Blanc), à l'est.
Couvrant un peu plus de 208 km2, la ville est la huitième d'Espagne, par sa population permanente. Sa zone littorale est située à environ treize mètres au-dessus du niveau de la mer. Mais la baie qui l'abrite est entourée de hautes collines culminant à près de cinq cents mètres d'altitude, couvertes — en large part — de garrigues et de pins maritimes, outre les zones urbanisées.
L'archipel de Cabrera, bien que largement séparé de Palma, est considéré par l'administration comme une partie de la municipalité.
Elle connait 51 jours de pluie, en moyenne, par an, pour une température moyenne de 16 °C, avec des maximales allant de 15 °C au plus froid, en janvier, à 31 °C en moyenne au plus chaud, en août).

## Démographie

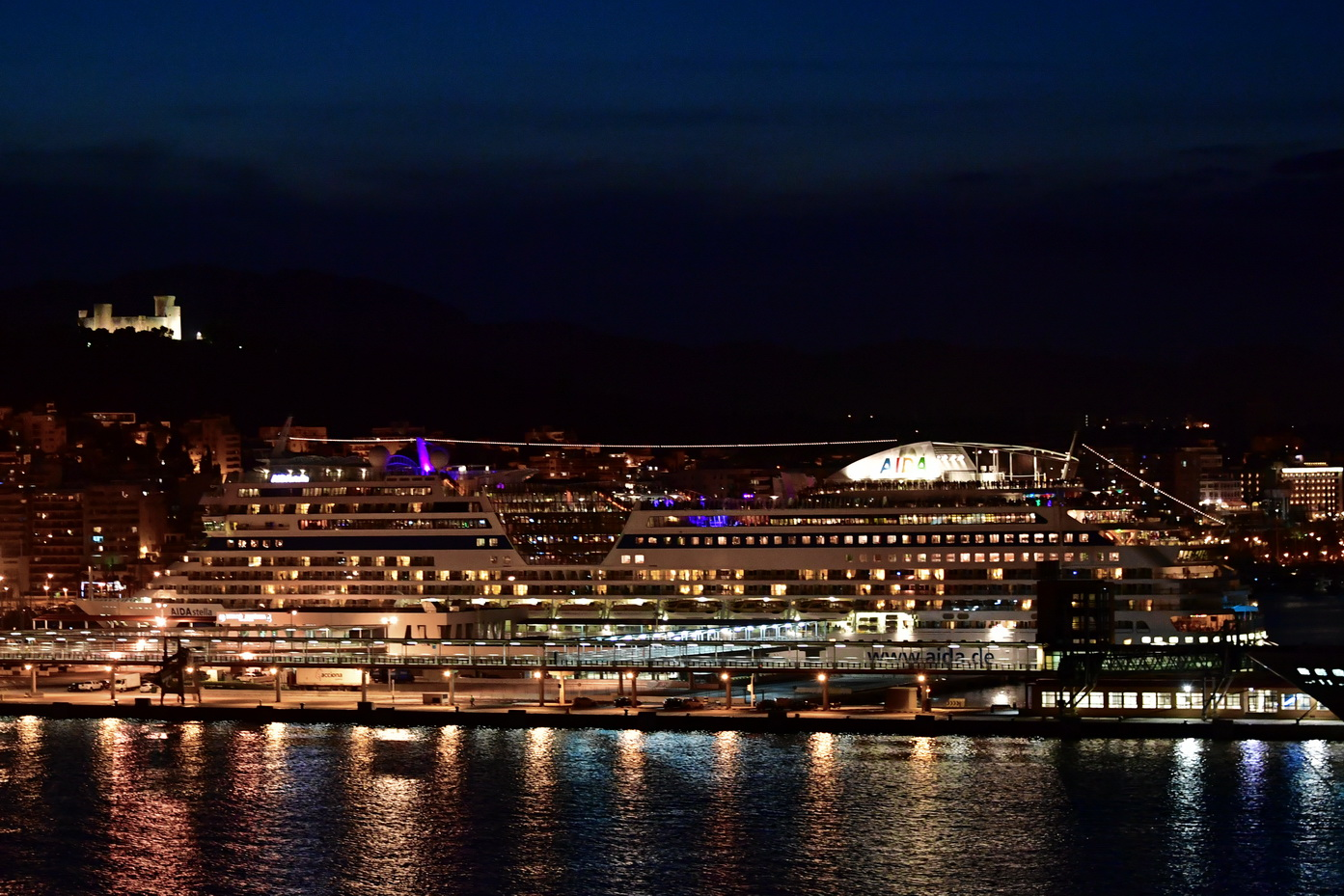
Vue nocturne d'un paquebot dans le port de Palma.

Elle compte environ 441 000 habitants au 1er janvier 2018, soit un peu plus de la moitié de la population totale de la seule île de Majorque, qui compte près de 859 289 personnes (2015, même source, Institut statistique des Baléares). L'ensemble des habitants de l'archipel des Baléares avoisine 1 100 500 personnes.
Cette population comprend, environ 20 % d'étrangers, parmi lesquels les Sud-Américains (Bolivie, Argentine, Colombie) sont dominants.
Il convient de relativiser ces données statistiques : Palma et les îles Baléares figurant parmi les lieux touristiques européens les plus actifs, la notion de résident permanent ne donne qu'une facette de leur géographie humaine. De ce point de vue, l'indicateur de pression humaine (IPH), calculé mensuellement par l'Institut statistique des Baléares, donne une idée complémentaire de la géographie humaine de Palma.
En effet, avec 8 860 221 touristes pour la seule île de Majorque en 2011, passant tous par l'aéroport de Palma, les flux humains modèlent la ville de manière atypique — en particulier, avec une saisonnalité marquée.
La population permanente a ainsi presque triplé depuis 1950, passant de 136 814 habitants (1950) aux 402 000 — environ — indiqués

## Climat
Palma possède un climat typiquement méditerranéen avec une moyenne annuelle des températures de 18 °C. La ville reçoit entre 350 mm et 500 mm d'eau par an repartis sur 51 jours de l'année. Le record de chaleur est de 38,8 °C et le record de froid de −2,7 °C. C'est pendant les mois d'octobre et novembre qu'il pleut le plus avec une dizaine de jours de pluie tandis qu'en juillet on en compte moins de deux en moyenne.
Les gelées sont possibles de fin novembre à mi-mars, mais elles sont rares, de l'ordre de 8 jours par an, et de faible intensité. Il en va de même pour la neige (marquée en 1956 et en 2012).
| Mois                                  | jan.      | fév.     | mars      | avril     | mai      | juin      | jui.      | août      | sep.      | oct.      | nov.      | déc.      | année     |
| ------------------------------------- | --------- | -------- | --------- | --------- | -------- | --------- | --------- | --------- | --------- | --------- | --------- | --------- | --------- |
| Température minimale moyenne (°C)     | 3,8       | 4        | 5,2       | 7,4       | 11,3     | 15,4      | 18,3      | 18,9      | 16,5      | 13,1      | 8,3       | 5,4       | 10,6      |
| Température moyenne (°C)              | 9,5       | 9,8      | 11,3      | 13,6      | 17,5     | 21,7      | 24,8      | 25,1      | 22,2      | 18,5      | 13,7      | 10,8      | 16,5      |
| Température maximale moyenne (°C)     | 15,2      | 15,4     | 17,5      | 19,8      | 23,7     | 28,1      | 31,2      | 31,3      | 27,9      | 23,9      | 19        | 16,1      | 22,4      |
| Record de froid (°C) date du record   | −6 1985   | −10 1956 | −4,2 1988 | −2 1977   | 1,6 1975 | 6 1984    | 11 1978   | 10,8 1955 | 5,6 1972  | 0 1974    | −3 1978   | −3,1 2009 | −10 1956  |
| Record de chaleur (°C) date du record | 22,5 1956 | 24 1958  | 28,6 2001 | 30,1 2012 | 35 2007  | 41,4 2001 | 40,6 2020 | 40,2 1999 | 38,2 2004 | 33,6 2014 | 27,2 2014 | 23,8 1995 | 41,4 2001 |
| Nombre de jours avec gel              | 5,1       | 3,8      | 2,1       | 0,1       | 0        | 0         | 0         | 0         | 0         | 0         | 0,3       | 2,5       | 15        |
| Ensoleillement (h)                    | 163       | 166      | 202       | 234       | 283      | 316       | 342       | 315       | 222       | 203       | 162       | 152       | 2 756     |
| Précipitations (mm)                   | 37        | 32       | 26        | 34        | 32       | 12        | 5         | 17        | 50        | 62        | 55        | 48        | 411       |
| Nombre de jours avec précipitations   | 5,7       | 5,1      | 4,5       | 4,8       | 3,8      | 1,8       | 0,5       | 1,7       | 4,3       | 6,1       | 6,1       | 6,4       | 50,9      |
| Humidité relative (%)                 | 79        | 77       | 75        | 71        | 67       | 63        | 62        | 65        | 71        | 77        | 79        | 79        | 72        |
| Nombre de jours avec neige            | 0,1       | 0,1      | 0         | 0         | 0        | 0         | 0         | 0         | 0         | 0         | 0         | 0         | 0,3       |
| Nombre de jours d'orage               | 0,8       | 0,8      | 0,8       | 1,3       | 1,2      | 0,8       | 0,7       | 1,8       | 3,9       | 2,9       | 2,1       | 1,6       | 18,6      |
| Nombre de jours avec brouillard       | 6,3       | 5,5      | 6,9       | 3,5       | 2,2      | 0,6       | 0,4       | 0,5       | 1,3       | 3,1       | 3,2       | 5,5       | 39,1      |

| Diagramme climatique                                  |         |           |           |            |            |           |            |            |            |         |           |
| J                                                     | F       | M         | A         | M          | J          | J         | A          | S          | O          | N       | D         |
| 15,23,837                                             | 15,4432 | 17,55,226 | 19,87,434 | 23,711,332 | 28,115,412 | 31,218,35 | 31,318,917 | 27,916,550 | 23,913,162 | 198,355 | 16,15,448 |
| Moyennes : • Temp. maxi et mini °C • Précipitation mm |         |           |           |            |            |           |            |            |            |         |           |

| Mois                                  | jan.      | fév.      | mars      | avril    | mai     | juin      | jui.      | août      | sep.      | oct.      | nov.      | déc.      | année     |
| ------------------------------------- | --------- | --------- | --------- | -------- | ------- | --------- | --------- | --------- | --------- | --------- | --------- | --------- | --------- |
| Température minimale moyenne (°C)     | 8,3       | 8,4       | 9,6       | 11,7     | 15,1    | 18,9      | 21,9      | 22,5      | 19,9      | 16,6      | 12,3      | 9,7       | 14,6      |
| Température moyenne (°C)              | 11,9      | 11,9      | 13,4      | 15,5     | 18,8    | 22,7      | 25,7      | 26,2      | 23,5      | 20,2      | 15,8      | 13,1      | 18,2      |
| Température maximale moyenne (°C)     | 15,4      | 15,5      | 17,2      | 19,2     | 22,5    | 26,5      | 29,5      | 29,8      | 27,1      | 23,7      | 19,3      | 16,5      | 21,8      |
| Record de froid (°C) date du record   | 0 2005    | −0,1 2012 | 1,6 2010  | 4,4 1986 | 8 1991  | 11 1984   | 15,8 1979 | 15,8 2002 | 10 2001   | 8,4 1991  | 3,8 1999  | 2,5 2001  | −0,1 2012 |
| Record de chaleur (°C) date du record | 24,2 2021 | 24,4 2020 | 26,6 1981 | 28 1992  | 32 2009 | 36,5 2001 | 38 2003   | 37,7 2017 | 35,5 1998 | 31,2 2004 | 27,6 1995 | 23,1 2018 | 38 2003   |
| Ensoleillement (h)                    | 167       | 170       | 205       | 237      | 284     | 315       | 346       | 316       | 226       | 205       | 161       | 151       | 2 779     |
| Précipitations (mm)                   | 42        | 37        | 28        | 39       | 36      | 11        | 6         | 22        | 52        | 69        | 59        | 48        | 449       |
| Nombre de jours avec précipitations   | 5,8       | 5,6       | 4,5       | 5,1      | 3,6     | 1,7       | 0,7       | 1,9       | 4,7       | 6,7       | 6,4       | 6,5       | 53,1      |
| Humidité relative (%)                 | 73        | 72        | 70        | 68       | 69      | 69        | 68        | 70        | 72        | 74        | 74        | 74        | 71        |
| Nombre de jours avec neige            | 0,3       | 0,1       | 0         | 0        | 0       | 0         | 0         | 0         | 0         | 0         | 0         | 0         | 0,4       |
| Nombre de jours d'orage               | 0,7       | 0,7       | 0,9       | 1,3      | 1,2     | 0,8       | 0,6       | 1,5       | 3         | 2,1       | 1,8       | 1,3       | 15,9      |
| Nombre de jours avec brouillard       | 0,6       | 0,7       | 1         | 0,4      | 0,5     | 0,1       | 0         | 0         | 0         | 0,2       | 0,2       | 0,4       | 4,2       |

| Diagramme climatique                                  |           |           |            |            |            |           |            |            |            |            |           |
| J                                                     | F         | M         | A          | M          | J          | J         | A          | S          | O          | N          | D         |
| 15,48,342                                             | 15,58,437 | 17,29,628 | 19,211,739 | 22,515,136 | 26,518,911 | 29,521,96 | 29,822,522 | 27,119,952 | 23,716,669 | 19,312,359 | 16,59,748 |
| Moyennes : • Temp. maxi et mini °C • Précipitation mm |           |           |            |            |            |           |            |            |            |            |           |

## Histoire

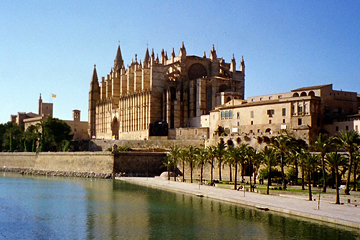
La cathédrale.

### Antiquité
Succédant à une occupation talayotique, la cité de Palma est fondée par la conquête militaire romaine, en 123 av. J.-C., conduite par Quintus Caecilius Metellus.
Après l'implantation romaine, Palma est tenue par les Vandales et par les Byzantins.
En 858, la ville est pillée par le chef viking Hasting.

### Moyen-Âge
En 903, elle est prise par le général Isam al-Jaulani, premier wali des Omeyyades de Cordoue dans la ville. La ville prend alors le nom de Medina Mayurka (Ville de Majorque).
En 1229, la reconquête des Baléares par les troupes du roi d'Aragon débute, le 31 décembre, par la prise de Palma, qui chute à l'issue d'un siège de quatre mois.
La cité prospère durant les XIIIe et XIVe siècles en tant que capitale d'été du royaume de Majorque. Une grande partie des immeubles historiques les plus importants datent de cette période et montrent les caractéristiques du style de l'architecture gothique, notamment la cathédrale (1230-1600), et le style composite, maure, catalan et moderniste, du palais royal de l'Almudaina.

#### Cartographie
Au XIVe siècle, l'école majorquine de cartographie connaît une belle renommée, sous l'influence d'Abraham Cresques, puis de l'un de ses fils, Jehuda Cresques, avant leur départ forcé pour le Portugal. Le premier est sans doute l'auteur de l'Atlas catalan, présent dans les collections du roi de France Charles V en 1380. Leur rôle dans la découverte des routes maritimes océaniques est reconnu. Mecia de Villadestes, Gabriel de Vallseca ou Matheus Prunes prolongeront cette tradition cartographique.

« À Majorque, escale entre l'Europe et l'Afrique, va naître une école de cartographie essentielle. Abraham et Yaffuda Cresques sont au cœur de la recherche nouvelle qui va permettre les premiers pas sur l'océan. »

— Le Maître des boussoles

### Époque moderne
La conquête de l'Algérie, en 1830, marque la fin de la constante menace des pirates barbaresques venus d'Afrique, tout spécialement des côtes algériennes.
En 1838, la mise en service du bateau à vapeur entre Barcelone et le port de Palma amorce le désenclavement de la ville, comme de l'île.

### Époque contemporaine
En 1901, sous la nécessité d'étendre le territoire de la ville, les murailles antiques sont détruites sous la conduite de l'ingénieur Bernado Calvet et remplacées par des avenues (dont le tracé actuel, en zigzag, épouse celui des fortifications). Le nombre d'habitants double pratiquement, entre 1900 et 1940.
Le premier hôtel (Gran Hotel), toujours visible et aménagé en lieu d'exposition par une banque privée, est construit en 1903.
Le 23 juillet 1936, les avions des troupes républicaines bombardent la cité. Le 5 janvier 1937, les nationalistes fusillent les Roges des Molinar, un groupe de femmes républicaines du quartier du Molinar, dont la mémoire est commémorée aujourd'hui à Palma.
Le titre de Duc de Palma était celui octroyé par le roi Juan Carlos à sa fille, l'infante Cristina et à son mari Iñaki Urdangarin. L’attribution du titre est révoquée par le décret royal 470/2015 du 11 juin 2015.
À partir de 1979, les institutions municipales ont retrouvé un fonctionnement démocratique. Comme dans l'ensemble de l'Espagne, le conseil municipal est élu pour quatre ans et élit le maire. À la suite des élections municipales du 28 mai 2023, le maire est Jaime Martínez, issu du Parti populaire.

## Politique et administration

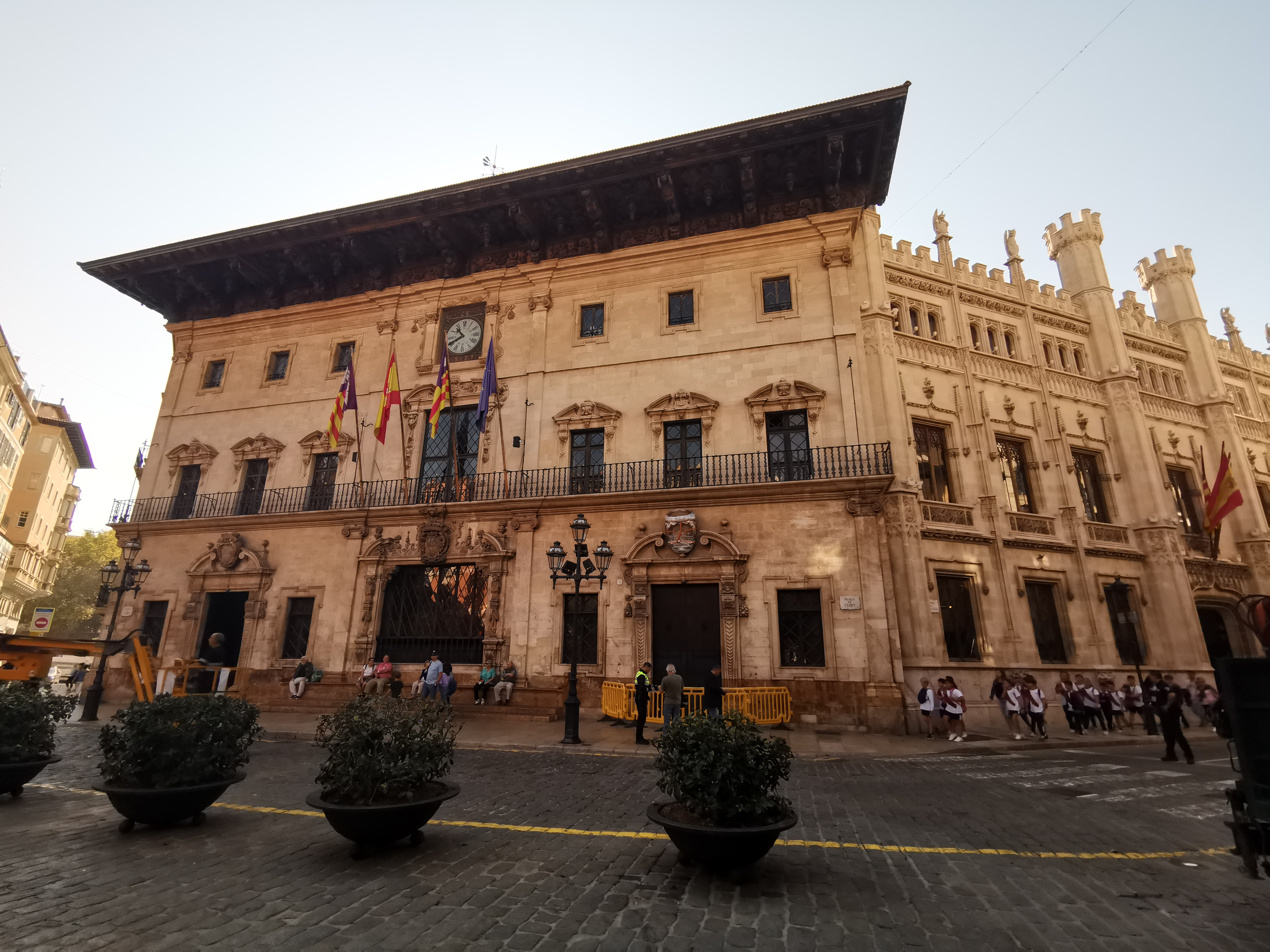
L'hôtel de ville de Palma.

Palma appartient à l'île de Majorque et à la communauté autonome des îles Baléares, dont elle constitue dans les deux cas la capitale. Elle accueille donc le siège du gouvernement et du Parlement, ainsi que du conseil insulaire.

### Conseil municipal
Lors des élections municipales du 26 mai 2019, la ville de Palma comptait 409 661 habitants. Son conseil municipal (Pleno del Ayuntamiento) se compose donc de 29 élus.
| Parti | Parti     | 1979 | 1983 | 1987 | 1991 | 1995 | 1999 | 2003 | 2007 | 2011 | 2015 | 2019 | 2023 |
| ----- | --------- | ---- | ---- | ---- | ---- | ---- | ---- | ---- | ---- | ---- | ---- | ---- | ---- |
|       | CDS       |      | 0    | 3    | 0    |      |      |      |      |      |      |      |      |
|       | Cs        |      |      |      |      |      |      |      |      |      | 4    | 4    |      |
|       | PCE       | 2    | 0    | 0    | 0    | 3    | 2    | 3    |      | 0    |      |      |      |
|       | EU        | 2    | 0    | 0    | 0    | 3    | 2    | 3    |      | 0    |      |      |      |
|       | CD        | 0    | 11   | 10   | 17   | 15   | 15   | 15   | 14   | 17   | 9    | 6    | 11   |
|       | CP        | 0    | 11   | 10   | 17   | 15   | 15   | 15   | 14   | 17   | 9    | 6    | 11   |
|       | AP        | 0    | 11   | 10   | 17   | 15   | 15   | 15   | 14   | 17   | 9    | 6    | 11   |
|       | PP        | 0    | 11   | 10   | 17   | 15   | 15   | 15   | 14   | 17   | 9    | 6    | 11   |
|       | PSM       | 2    | 0    | 0    | 2    | 3    | 3    | 2    | 2    | 3    | 5    | 3    | 3    |
|       | MÉS       | 2    | 0    | 0    | 2    | 3    | 3    | 2    | 2    | 3    | 5    | 3    | 3    |
|       | PSOE      | 10   | 14   | 12   | 10   | 8    | 8    | 9    | 11   | 9    | 6    | 9    | 8    |
|       | Som Palma |      |      |      |      |      |      |      |      |      | 5    |      |      |
|       | UP        |      |      |      |      |      |      |      |      |      |      | 3    | 1    |
|       | UCD       | 13   |      |      |      |      |      |      |      |      |      |      |      |
|       | UM        |      | 2    | 2    |      | 0    | 1    | 0    | 2    | 0    |      |      |      |
|       | Vox       |      |      |      |      |      |      |      |      |      |      | 4    | 6    |
| Total | Total     | 27   | 27   | 27   | 29   | 29   | 29   | 29   | 29   | 29   | 29   | 29   | 29   |

### Liste des maires
| Mandature | Maire | Maire               | Parti |
| --------- | ----- | ------------------- | ----- |
| 1979-1983 |       | Ramón Aguiló (es)   | PSOE  |
| 1983-1987 |       | Ramón Aguiló (es)   | PSOE  |
| 1987-1991 |       | Ramón Aguiló (es)   | PSOE  |
| 1991-1995 |       | Joan Fageda (es)    | PP    |
| 1995-1999 |       | Joan Fageda (es)    | PP    |
| 1999-2003 |       | Joan Fageda (es)    | PP    |
| 2003-2007 |       | Catalina Cirer (es) | PP    |
| 2007-2011 |       | Aina Calvo          | PSOE  |
| 2011-2015 |       | Mateu Isern         | PP    |
| 2015-2019 |       | José Hila           | PSOE  |
| 2015-2019 |       | Antoni Noguera (es) | MÉS   |
| 2019-2023 |       | José Hila           | PSOE  |
| 2023-2027 |       | Jaime Martínez      | PP    |

## Quartiers
- El Molinar

## Infrastructures de transport

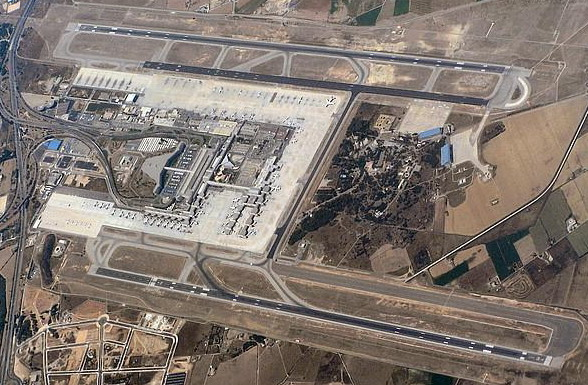
Aéroport de Palma à Majorque.

### Autoroutes
Palma est desservie par trois autoroutes, les Ma-1, Ma-19 et le périphérique (« via de cintura ») Ma-20. Ce dernier est relié à la Ma-13 qui connecte Palma au centre et au nord de l'île.
La Ma-19 relie la capitale à Llucmajor.

### Aéroports
L'aéroport de Palma de Majorque situé à Son Sant Joan, à la périphérie est de la ville, à environ huit kilomètres de son centre est le troisième en importance en Espagne. Inauguré en juillet 1959, il connaît les tout premiers niveaux de mouvements aéronautiques européens, en juillet et en août de chaque année.
Il y passe près de 200 000 mouvements d'avions et environ 26 millions de passagers par année (pour une capacité théorique de 34 millions de passagers).
L'aérodrome de Son Bonet, près de pont d'Inca à environ quatre kilomètres du centre de la ville, est créé par le pilote Manuel Colomer dans les années 1920. En 1935, il accueille une école de pilotage, puis une ligne civile, ainsi que des activités militaires dès 1936. En juillet 1946, il reçoit les premiers touristes. En juillet 1959, avec l'inauguration de celui de Son Sant Joan, l'aérodrome de Son Bonet trouve une activité réduite : vols privés et école d'aviation légère.

### Transports en commun
Palma possède également, depuis 2007, un métro consistant en une ligne de 8,3 km de long jalonnée par neuf stations, reliant la « Plaça d'Espanya » au campus de l'université des îles Baléares.
Palma est également le point de départ du réseau ferroviaire de Majorque avec sa gare multimodale (Estació Intermodal/Plaça d'Espanya).
Un train historique reste en service, entre Palma et Sóller, au nord de l'île, utilisé par les touristes.

## Économie

### Tourisme

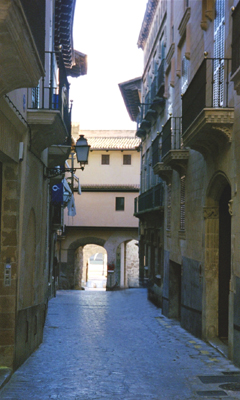
Ruelle dans la vieille ville de Palma.

Palma est une ville foncièrement marquée par l'économie touristique. À l'instar de l'île, la ville accueille un grand nombre de visiteurs attirés par sa position géographique exceptionnelle, ses charmes culturels et son bon niveau de sécurité.
Palma est équipée de résidences confortables, voire luxueuses, plutôt sur les hauteurs, et de « quartiers dortoirs », en périphérie qui permettent d'accueillir les amoureux de Palma dans des immeubles chics et d'héberger les nombreux travailleurs. Des promoteurs agencent les maisons résidentielles traditionnelles pour en faire des appartements de luxe.
Ces immeubles restent de faible hauteur et leur conception s'intègre généralement bien dans l'environnement urbain[réf. souhaitée].
De ce point de vue, Palma n'est guère différente des grandes métropoles. Sa grande force est d'avoir gardé une authenticité et des racines, dans une évolution si forte. Le caractère cyclique du tourisme et la préservation d'une activité agricole autour de la ville, dans le reste de l'île, explique, en large part, ce fait.
Elle ne connaît pas de débordements urbains : tous ses quartiers, même ceux en situation socialement fragile, sont solidement arrimés à la ville.
Les touristes sont des Européens aisés, venant surtout massivement du Nord de l'Europe (Allemagne et Royaume-Uni en tête, de France, marginalement), mais aussi, très parcimonieusement, des Argentins ou des Marocains fortunés, séduits par la prospérité d'une île où le revenu par tête reste encore supérieur à la moyenne espagnole.
Cette dominante touristique est partout une évidence. En août, sur le Passeig Maritim, l'artère littorale de Palma, les flux importants de touristes attirés par les différentes dimensions culturelles de la ville, sont inférieurs à ceux, caricaturaux, présents à El Arenal, plus à l'est ou à Magaluf et à Palmanova, à l'ouest. Dans ces deux (seuls) points noirs touristiques, le littoral est saturé d'hôtels, de restaurants et de discothèques où s'expose le tourisme de masse, sans grande trace de vie culturelle. La consommation d'alcool y est également un sujet pour les politiques publiques. Ce genre de tourisme est focalisé (pour Majorque) dans ces deux lieux et y est fixé, puisque les personnes concernées n'en bougent généralement pas. Palma en est donc pratiquement exempt, même si elle reste une ville active où la jeunesse s'adonne à toutes les distractions.
Loin de cette agitation cantonnée au bord de sa baie, Palma, qui dispose aussi de bars et de discothèques, est tout autant pleine de charme et de curiosités.
Les Palmesans conservent ainsi la fierté de posséder l'un des ensembles gothiques les plus grands d'Europe[réf. nécessaire], de voir se projeter dans la mer les colossales silhouettes de la cathédrale et de l'Almudaina, l'ancien palais arabe, taillé dans l'ocre lumineux du grès majorquin. Ils profitent d'obscures ruelles fraîches parsemées de vieilles maisons aux magnifiques patios visibles des passants, de musées, d'églises ou de basiliques parfois austères, mais accueillantes. Le château de Bellver, la Bourse de mer médiévale, restaurée en 2010, immeubles modernistes,, vieille commanderie médiévale de l'ordre du Temple, sont autant de lieux de visite. L'art moderne est également fort présent à Palma, où Joan Miró a vécu et est mort.
La surface couverte par le centre historique est assez vaste et permet à la ville de garder un caractère authentique.
À Pâques, les processions traditionnelles réunissent toutes les couches de population, au-delà des convictions religieuses[réf. souhaitée].
Palma est le point de départ de visites ou d'activités sportives très diverses, vers d'autres points d'intérêt de l'île.
Le flux touristique est particulièrement concentré durant les mois d'été. De janvier à mai et d'octobre à décembre, Palma voit soudainement sa fréquentation humaine se dégonfler fortement, le tourisme de masse disparaître, ce qui lui confère alors le charme d'une petite ville de province[réf. nécessaire]. La dimension cyclique de l'occupation humaine caractérise cette ville.

## Culture et monuments
- arènes de Palma de Majorque
- cathédrale de Palma
- château de Bellver

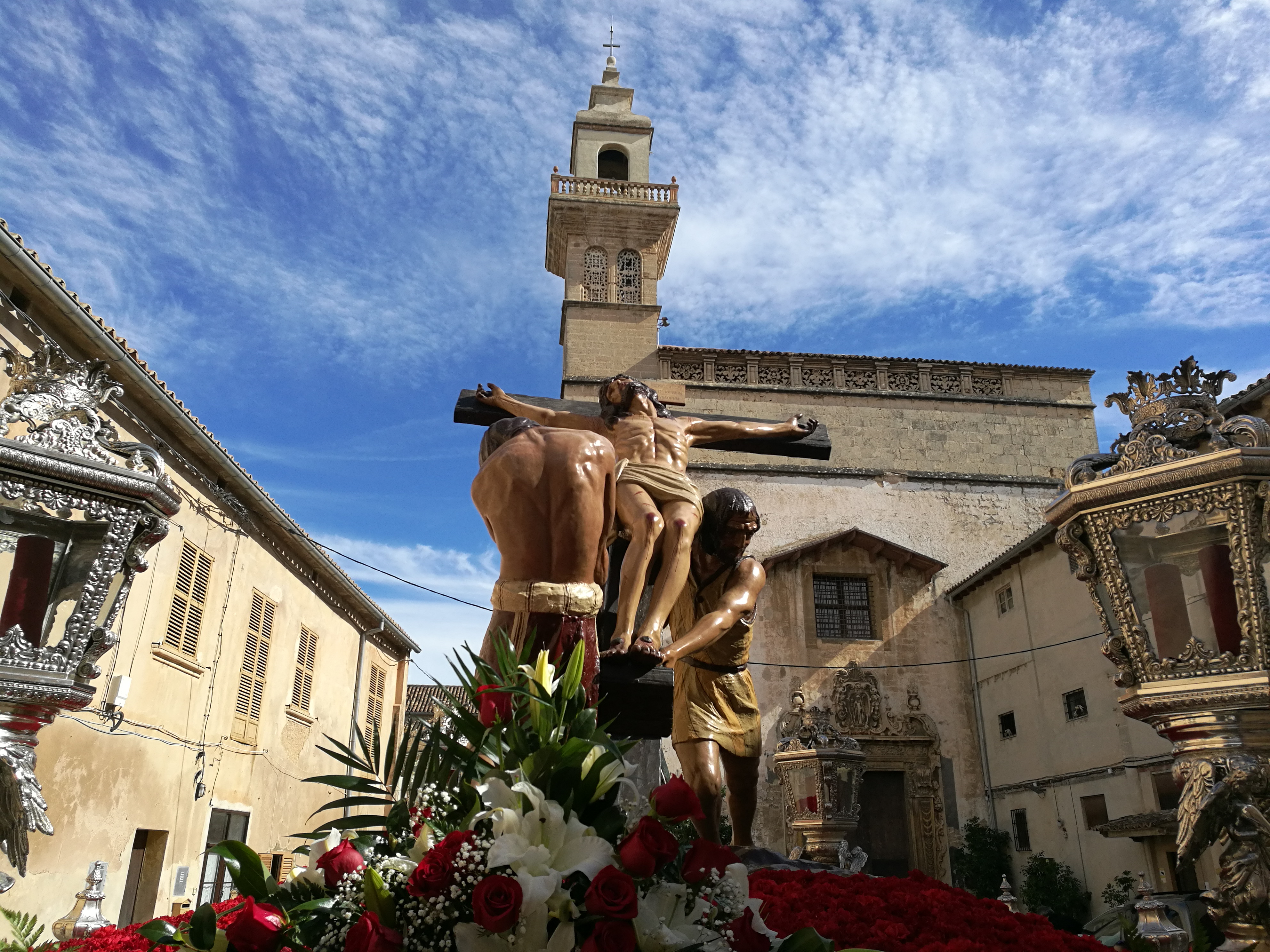
Couvent de Santa Clara ou de Sainte Claire, à Palma.

- forteresse Saint-Charles (ca) – musée d'histoire militaire de Palma
- bains arabes de Palma, Banyis arabes
- palais royal de l'Almudaina
- Consulat de la mer
- Pueblo español
- Llotja de Palma (Loge de Palma - ancienne place boursière)
- Couvent de Saint-François
- Couvent de Sainte-Claire à Palma
- église Sainte-Eulalie
- église Sant Miquel de Palma
- musée Es Baluard
- musée Krekovic
- Palau March
- Fundació "La Caixa" (Grand Hôtel)
- parlement des îles Baléares
- Conseil insulaire de Majorque
- Casa consistorial de Palma
- Fondation Pilar et Joan Miró
- le Phare de Portopí est l'un des plus anciens d'Espagne et du monde.

## Sport

### Football
- RCD Majorque

La ville dispose de son propre stade de football, le Terrain de Son Malferit, sur lequel évolue le club de l'Atlético Baleares.

### Cyclisme
Cyclisme sur piste
La ville possède un vélodrome qui a accueilli la Coupe du monde de cyclisme sur piste 2007-2008. La construction de ce vélodrome d'un coût de 100 millions d'euros n'a été utilisé qu'une seule fois et pourrait faire l'objet d'un scandale politique.
Arrivées du Tour d'Espagne :
- 1998 :  Fabrizio Guidi

### Voile
Chaque mois d'août, se tient la « Copa del Rey », qui égaie la baie et le port de beaux voiliers.

## Personnalités
Liées à la ville de Palma :

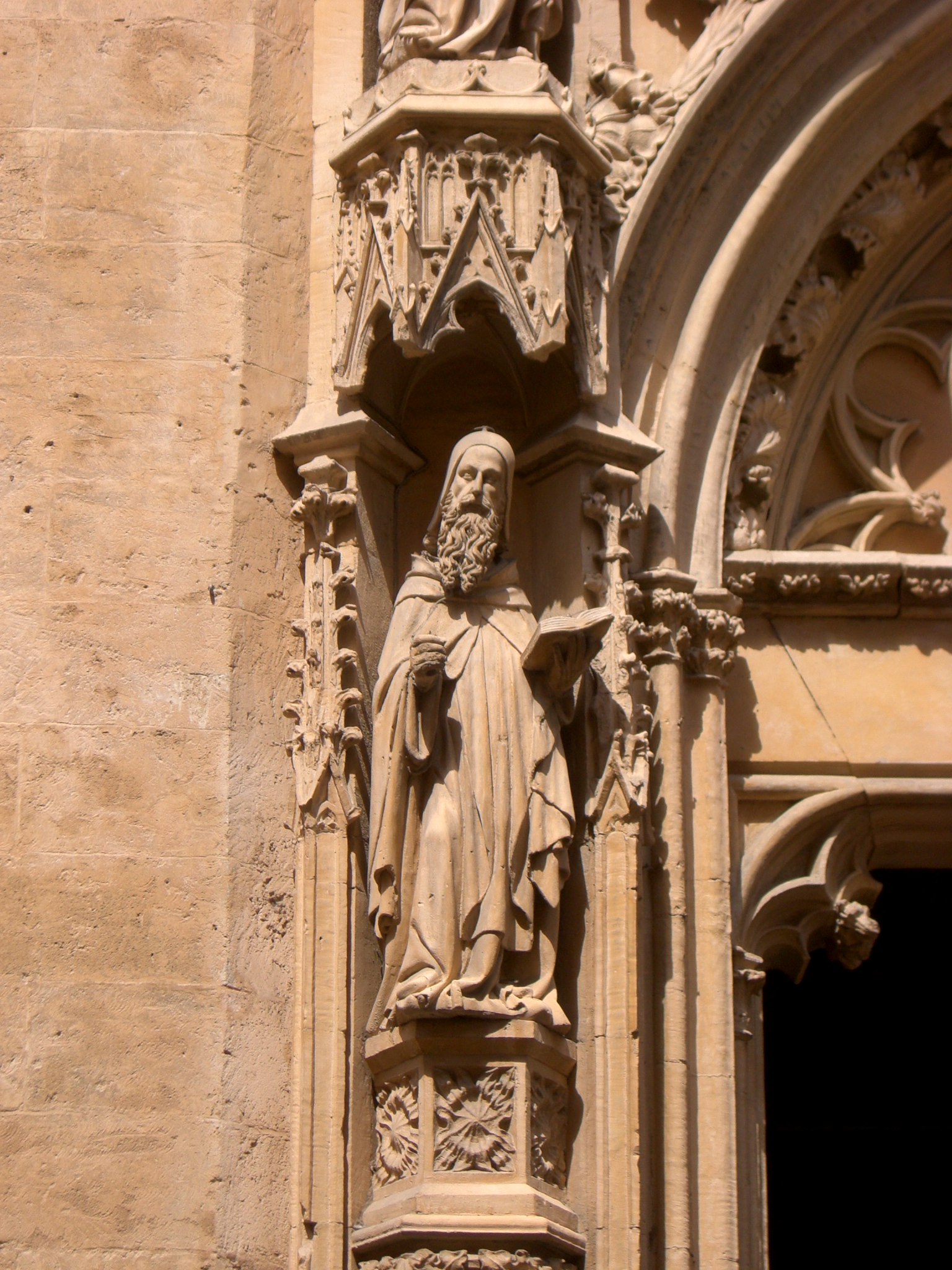
Statue de Raymond Lulle à l'entrée de
la basilique Sant Miguel de Palma.

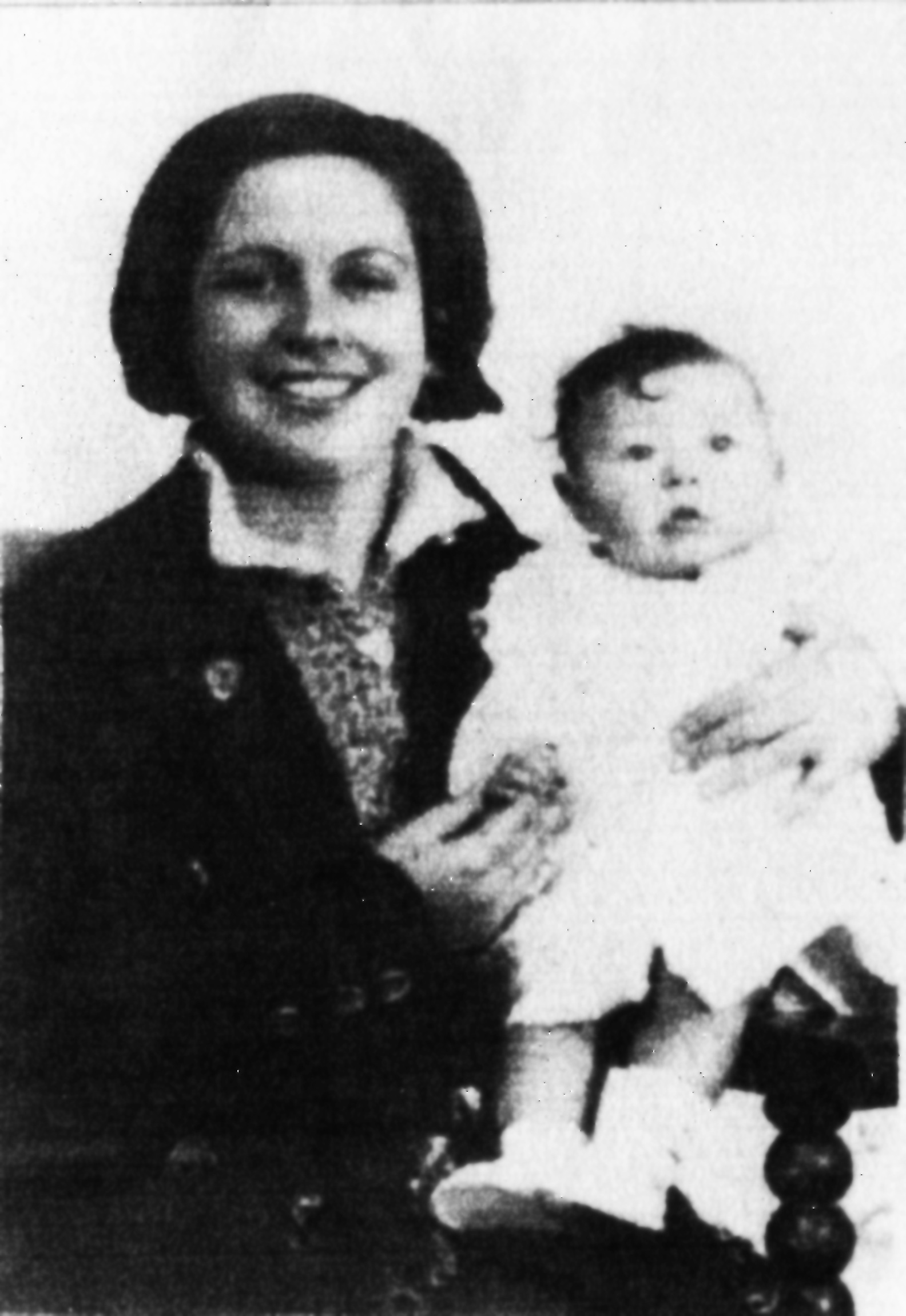
Aurora Picornell (1912-1937), résistante du quartier du Molinar de Palma, pendant la guerre d'Espagne.

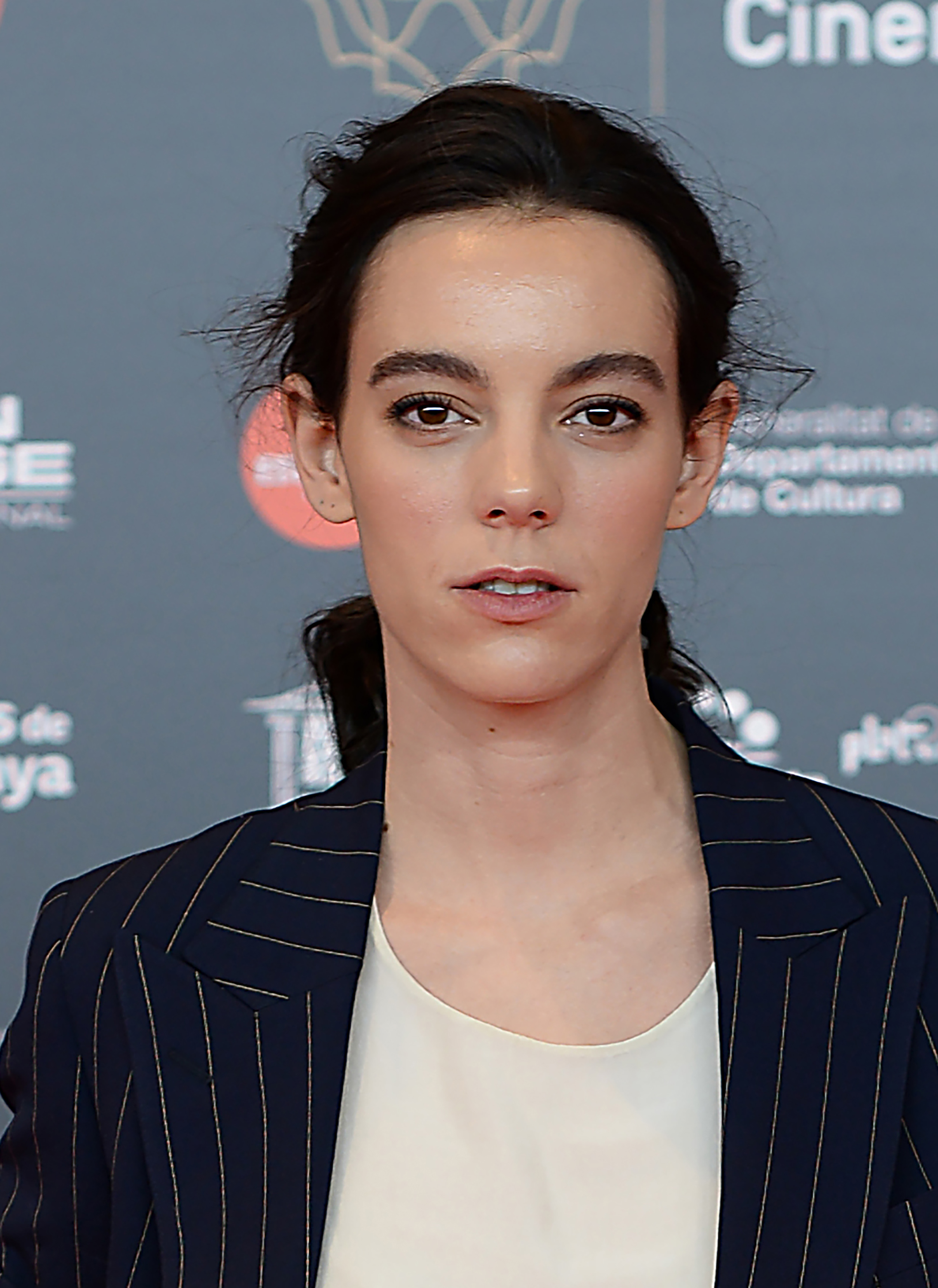
Victoria Luengo (1990-), actrice née à Palma.

- Ramon Llull, né à Palma en 1232, philosophe, poète, théologien, écrivain mystique. Béat, il est inhumé dans l'église Saint-François de Palma.
- Abraham Cresques fut l'un des chefs de file de l'école majorquine de cartographie, maître des cartes du roi d'Aragon.
- Louis-Salvador de Habsbourg-Lorraine a vécu une relation intense avec Majorque, comme avec sa capitale, Palma.
- Joaquim Rosello, né en 1833 à Palma, mort en 1909 dans cette ville, fondateur d'un ordre missionnaire espagnol du XIXe siècle, reconnu comme vénérable catholique.
- Antoni Noguera Balaguer (1860-1904) compositeur, musicien, musicologue et critique musical
- Joan Miró, artiste, peintre, époux et fils de majorquines, a travaillé et est mort à Palma.
- La sainte catholique Catalina Tomas est l'une des personnalités historiques marquantes de l'île de Majorque. Née à Valldemossa, elle est inhumée dans l'une des églises de la ville, Sainte-Marie-Madeleine.
- L'homme politique républicain Pere Oliver, maire de Felanitx, est né à Palma en 1886.
- Le chimiste Ignacio Ribas Marqués est né à Palma en 1901. Il a fait ses études secondaires à l'Institut Ramon Llull. Il a été nommé docteur honoris causa de l'université de Palma.
- Marie de la Conception, carmélite, née en 1905, morte en 1999, en cours de béatification.
- La féministe républicaine Aurora Picornell, née à Palma en 1912 dans le quartier du Molinar, fusillée par les franquistes avec ses camarades du groupe de femmes des Roges des Molinar en 1937, avec Catalina Flaquer et ses filles[44], à Porreres.
- Le photographe Joan Ramon Bonet (1944-) et sa sœur, la chanteuse Maria del Mar Bonet (1947-), tous deux membres du groupe d'Els Setze Jutges et du mouvement de la Nova Cançó, sont nés à Palma. Ils sont les enfants du journaliste et écrivain Joan Bonet (1917-1991), originaire également de Palma.
- Le chanteur républicain espagnol Jorge Sepúlveda, est mort à Palma en 1983.
- Henri Stehlé, botaniste français, a travaillé et est mort en 1983 à Palma.
- Le diplomate Jorge Dezcallar est né à Palma en 1945.
- Le peintre Ferran García Sevilla est né à Palma en 1949.
- Jorge Lorenzo, pilote moto GP né le 4 mai 1987 à Palma.
- Monica Calzetta Ruiz, joueuse d'échecs qui a le titre de grand maître féminine (WGM) depuis 2003.
- L'actrice Victoria Luengo, née à Palma en 1990, prix Gaudí de la meilleure actrice en 2023.
- Marco Asensio, né à Palma le 21 janvier 1996, footballeur professionnel.

Liées à d'autres villes voisines, à Majorque :
- Le peintre, sculpteur et céramiste Miquel Barceló est né à Felanitx en 1957. On lui doit, entre autres, la rénovation complète de la chapelle Saint-Pierre de la cathédrale de Palma de Majorque.
- Carlos Moyà, joueur de tennis international, est né en 1976. Il a notamment remporté le tournoi de Roland Garros en 1998.
- Rafael Nadal, joueur de tennis international, est originaire de Manacor, à Majorque.

## Jumelages
- Las Palmas de Gran Canaria (Espagne) ;
- Ajaccio (France) ;
- Xalapa (Mexique) ;
- Alghero (Italie) ;
- Santa Barbara (États-Unis) depuis 1972 ;
- Düsseldorf (Allemagne) depuis 2003 ;
- Gafsa (Tunisie) ;
- Perpignan (France) depuis 2024.